# 651

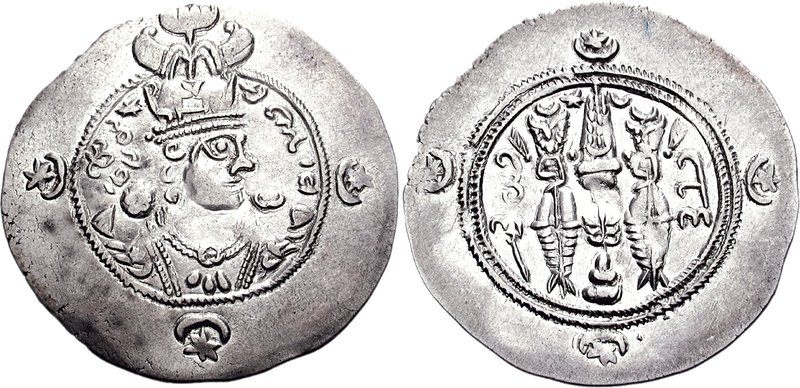
Koning Yazdagird III van Perzië

Het jaar 651 is het 51e jaar in de 7e eeuw volgens de christelijke jaartelling.

## Gebeurtenissen

### Brittannië
- Koning Oswiu van Bernicia verklaart de oorlog aan het koninkrijk Deira in het noorden van Engeland. Hij laat zijn rivaal Oswine ter dood veroordelen, deze wordt opgevolgd door zijn neef Æthelwald, een zoon van Oswald van Northumbria.

### Europa
- De hofmeier Grimoald sticht de abdij van Stavelot.

### Perzië
- Koning Yazdagird III van Perzië wordt bij Merv (huidige Turkmenistan) door een lokale molenaar vermoord. Dit betekent het einde van het Perzische verzet tegen de Arabieren in het Midden-Oosten en het bestaan van het Perzische Rijk.

### Arabische Rijk
- Kalief Oethman ibn Affan van het Rashidun-kalifaat sluit een vredesverdrag (de bakt) met het christelijke koninkrijk Makuria in het zuiden van Egypte dat enige eeuwen stand zal houden.
- Een Arabische delegatie onder leiding van Sa`d ibn Abi Waqqas wordt in de Chinese hoofdstad Chang'an tijdens een audiëntie hartelijk ontvangen door keizer Gao Zong. (waarschijnlijke datum)

## Religie
- De Koran (openbaringen van de profeet Mohammed) wordt door zijn volgelingen verzameld en in zijn definitieve vorm (codex) vastgelegd. Dit werk wordt het "heilige boek" van de islam.

## Overleden
- 20 augustus - Oswine, koning van Deira
- 31 augustus - Aiden van Lindisfarne, Iers bisschop
- Yazdagird III, koning van de Sassaniden (Perzië)